# Wantilgung
Wantilgung is een bestuurslaag in het regentschap Blora van de provincie Midden-Java, Indonesië. Wantilgung telt 1108 inwoners (volkstelling 2010).